# Imiona chińskie
Imiona chińskie (chiń. 名字; pinyin míngzì) są jedno- lub dwusylabowe i zgodnie z tradycją wymienia się je po nazwisku. O ile w kulturze zachodniej wymyślanie nowych imion należy do rzadkości, to w Chinach jest zasadą. Chociaż niektóre imiona się powtarzają (co wynika z wielkiej liczby Chińczyków), to nie istnieje żadna ustalona, powiązana z kalendarzem lista imion. Chińczycy nie obchodzą imienin.
W języku chińskim nie występują zdrobnienia imion, tak jak np. w języku polskim. Istnieje za to kilka odmian imion, które spełniały i nadal spełniają podobną funkcję.

## Imię mleczne
To imię nadawane dziecku i używane na początku jego życia, na przykład Mały skarb (小寶/ 小宝). Chociaż rodzice mają miesiąc na rejestrację dziecka, imię mleczne używane jest przez kilka lat.

## Imię osobiste
W języku chińskim każdy znak chińskiego pisma może posłużyć jako składnik imienia, co teoretycznie daje miliony kombinacji. Istnieje jednak kilka zasad, które wybór ograniczają:
- Niestosowne jest użycie imienia znanej postaci, krewnego lub przodka; w niektórych rodach istnieje jednak tradycja powtarzania imion co kilka pokoleń.
- Czasami rodzice dbają, aby pewien znak był motywem przewodnim w imionach rodzeństwa, dobrym przykładem są tu słynne siostry Song; niekiedy znaki mogą się ze sobą kojarzyć, np. chłopiec o imieniu Sosna (松), gdyż drzewo to jest symbolem wytrwałości i długowieczności, zaś dziewczynka – Śliwa (梅), ponieważ jest to symbol piękna,
- Bardzo surowe zasady wyboru imion nakłada na Chińczyków astrologia. Każdemu imieniu można przypisać kombinację pięciu pierwiastków oraz yin i yang, która w zależności od horoskopu jest uważana za pomyślną lub złowróżbną. Tradycja konsultowania imienia u astrologa odżywa obecnie w ChRL, a nadal jest popularna w Hongkongu, na Tajwanie i w Singapurze.

### Imiona mężczyzn
Mają się kojarzyć z siłą, mądrością, pracowitością, odwagą i innymi cechami, które chińska kultura tradycyjnie przypisuje mężczyznom. Czasem są nawiązaniami do dzieł klasycznej literatury.
W okresie rewolucji kulturalnej popularne były imiona o rewolucyjnym wydźwięku. Np. Silny Kraj
(強国) albo Wschodni Wiatr (東風, 东风). Dziś Chińczycy próbują zmieniać takie imiona, wywołują one bowiem takie skojarzenia , jak w Polsce Adolf.
Na Tajwanie istnieje moda, aby w imieniu chłopca występował jeden ze znaków występujących w nazwie Republiki Chińskiej (中華民國).

### Imiona kobiet
Bardzo często są używane nazwy kwiatów. W imionach żeńskich popularna jest również duplikacja znaków, np. Xiuxiu (秀秀) lub Lili (麗麗, 丽丽). 

## Zi- imię publiczne
Zi (字) albo biaozi (表字) to rodzaj imienia używanego wyłącznie w życiu dorosłym, zwykle po ukończeniu 20. roku życia. Było ono wymieniane w miejscu imienia właściwego, zwykle po nazwisku. Miało być wyrazem dojrzałości i prestiżu. Używali go zazwyczaj wyłącznie mężczyźni, choć czasem posługiwały się nim także mężatki. Zi można było otrzymać od ojca i krewnych, lub wymyślić je sobie samemu. Miało oddawać charakter danej osoby. Dziś zi jest praktycznie nieużywane, do czego przyczynił się Ruch 4 Maja.

## Imię zachodnie
Przyjmuje je wielu Chińczyków celem ułatwienia sobie kontaktów z cudzoziemcami. Najczęściej są to imiona anglojęzyczne.

## Imiona znanych Chińczyków
Imion nigdy nie należy tłumaczyć dosłownie, również dlatego, że ze względu na wieloznaczność chińskich znaków są one często grą słów. Niemniej, ich znaczenie ma pewną rolę, gdyż wywołuje określone skojarzenia. Podane niżej tłumaczenia są zatem jedynie przybliżeniami ich chińskich konotacji i nie należy ich traktować jako tłumaczeń, lecz jedynie jako przykłady:
- Deng Xiaoping – 小平　Mały Pokój (w sensie spokój),
- Zhang Ziyi – 子怡　Radująca się [z] Syna/synów,
- Hu Jintao – 锦涛　Brokatowa Fala,
- Wen Jiabao – 家宝 Rodzinny/Domowy Skarb,
- Wong Kar-Wai – 家卫　Strażnik Rodziny/Domu,
- Yao Ming – 明　Jasny.